# Георг IV
Гео́рг IV (Георг Август Фредерик, англ. George IV, нем. Georg IV.; 12 августа 1762[…], Сент-Джеймсский дворец, Большой Лондон — 26 июня 1830[…], Виндзорский замок[…]) — король Великобритании и Ганновера c 29 января 1820 года, из Ганноверской династии. Фактически возглавлял страну гораздо раньше, с рубежа веков, когда обострилась психическая болезнь его отца, Георга III. 5 февраля 1811 года Георг III был признан недееспособным, и с этого времени его старший сын был провозглашён принцем-регентом и оставался им до смерти отца 29 января 1820 года. Период 1811—1820 годов называется эпохой Регентства (англ. Regency). В правление Георга IV продолжилось расширение границ Британии (в частности, англичане вели экспансию в Центральной Азии). В Европе после Наполеоновских войн Великобритания имела большой авторитет и являлась одной из ведущих держав. В этот период вступил в завершающую фазу промышленный переворот.

## Биография

### Происхождение и ранние годы
Георг появился на свет примерно в половину восьмого утра 12 августа 1762 года в Сент-Джеймсском дворце; он был старшим ребёнком из пятнадцати детей короля Великобритании Георга III и его супруги Шарлотты Мекленбург-Стрелицкой. 17 августа маленький принц получил титулы принца Уэльского и графа Честера. 8 сентября мальчик был крещён архиепископом Томасом Секкером под именами «Георг Август Фредерик»; восприемниками при крещении принца стали герцоги Камберленд (дядя короля) и Мекленбург-Стрелицкий (брат королевы) и вдовствующая принцесса Уэльская (мать короля).

### Брак

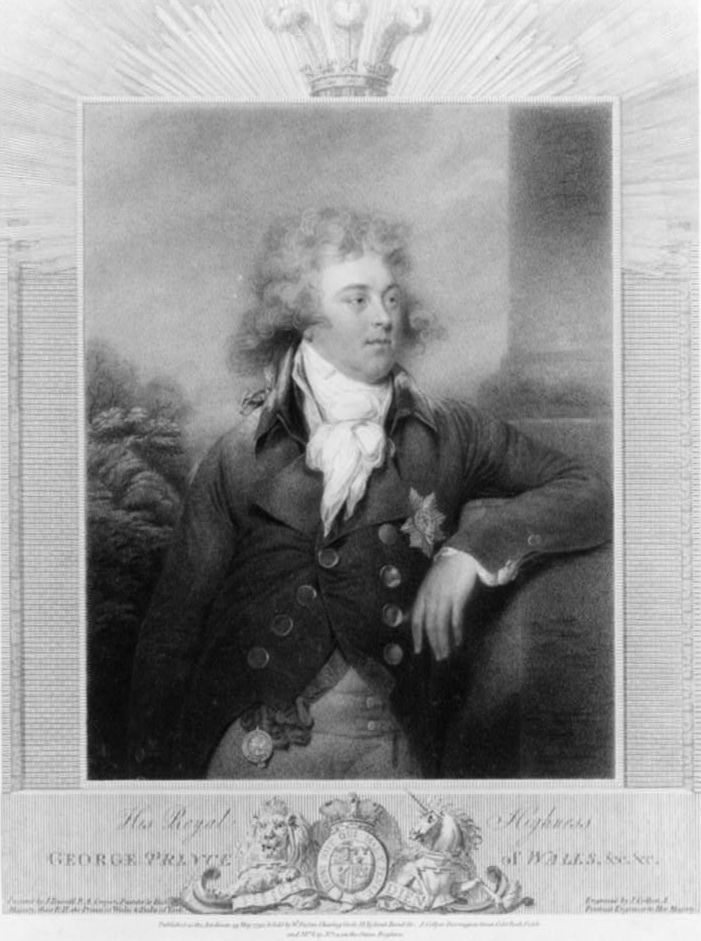
Георг в 1792 году

В 1794 году Георг находился в поисках подходящей невесты. Поиски Георга были обусловлены не желанием обеспечить преемственность на британском троне, а собственной выгодой: премьер-министр Уильям Питт-младший пообещал принцу увеличение доходов после свадьбы. Георг остро нуждался в деньгах, поскольку несмотря на то, что он имел неплохие доходы как принц Уэльский и герцог Корнуолльский, жил он не по средствам, и к 1794 году денег не хватало даже на то, чтобы погасить проценты по долгам. Георг тайно женился на своей любовнице Марии Фицгерберт, однако такой брак не имел юридической силы, поскольку Георг, вполне осознавая бесполезность затеи, даже не пытался получить на него согласие отца, как это было предусмотрено законом о королевских браках от 1772 года. Официально, Фицгерберт оставалась любовницей принца; к ней он испытывал наибольшую привязанность, и когда другие его фаворитки, например, леди Джерси, выходили из фавора, Мария оставалась любимицей Георга.
В качестве возможных невест Георг рассматривал двух немецких принцесс, обе они приходились принцу кузинами: Луиза Мекленбург-Стрелицкая, дочь герцога Карла II, родного брата матери Георга, и Каролина Брауншвейгская, дочь тётки принца Августы. Мать Георга, королева Шарлотта, получала тревожные слухи о поведении принцессы Каролины, и потому склонялась к браку сына с её племянницей Луизой, которую к тому же она считала более привлекательной. Несмотря на это Георг, находившийся в тот момент под влиянием леди Джерси, которая считала Каролину менее грозным соперником, чем Луизу, выбрал брауншвейгскую принцессу, хотя никогда ранее не встречал её. По приказу короля в Брауншвейг был отправлен дипломат Джеймс Харрис, граф Малмсбери, который должен был сопроводить принцессу в Великобританию.

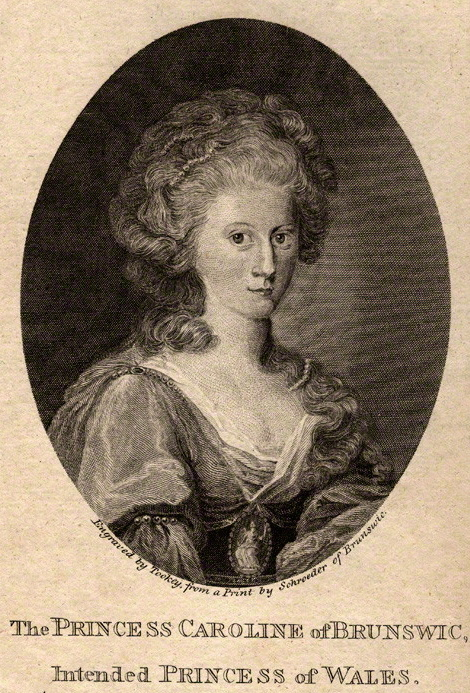
Каролина Брауншвейгская за год до свадьбы с принцем Уэльским

По прибытии в Брауншвейг Малмсбери, наслышанный о привлекательности девушки, был неприятно удивлён, обнаружив принцессу растрёпанной и, очевидно, несколько дней не мывшейся; говорила она грубо и фамильярно. Граф провёл почти четыре месяца с ней, делая всё возможное, чтобы улучшить её поведение и привычки. Затем 30 декабря 1794 года он вместе с принцессой отправился в Лондон, однако в пути провёл больше времени, чем обычно, из-за плохой зимней погоды и сложностей, возникших в результате войны с Францией. Несколько недель Малмсбери и Каролина вынужденно провели в Ганновере, 28 марта 1795 года в Куксхафене они наконец сели на корабль и к обеду 5 апреля прибыли в Гринвич.
По прибытии Каролину встретила леди Джерси, которая вместе с Малмсбери отвезла её в Сент-Джеймсский дворец, где принцесса встретилась с принцем Уэльским. Каролина не понравилась жениху, и при первом взгляде на неё Георг произнёс «Харрис, мне нехорошо, прошу, дай мне стакан бренди». После того, как принц ушёл, Каролина заявила Малмсбери: «Я думаю, что он очень толстый, и не такой уж красавец, как изображён на портрете». Когда пара вместе обедала в тот вечер, озлобленная принцесса делала грубые намёки на отношения принца с леди Джерси, что по словам Харриса, только укрепило неприязнь к ней Георга. Перед свадьбой, состоявшейся 8 апреля 1795 года в 8 вечера в королевской капелле Сент-Джеймсского дворца, Георг отправил брата Уильяма к Фитцгерберт, чтобы сообщить ей, что она единственная женщина, которую он будет любить; затем Георг изрядно напился и отправился на церемонию.
Позднее Георг заявлял в письме к другу, что делил с супругой постель лишь трижды (дважды в брачную и один раз в следующую ночь) из-за того, что с трудом преодолевал отвращение к супруге, и что принцесса прокомментировала размер его полового органа, что навело принца на мысль о том, что Каролине было с чем сравнивать и она давно не девственница. Сама Каролина намекала, что принц был импотентом, а большую часть первой брачной ночи он провёл у каминной решётки, куда упал, будучи сильно пьяным. Пара рассталась в течение нескольких недель после свадьбы, хотя они оставались жить под одной крышей.
Несмотря на столь недолговечную совместную жизнь, через девять месяцев после свадьбы, 7 января 1796 года, в лондонской резиденции принца Уэльского Карлтон-хаус принцесса родила дочь Шарлотту Августу. Георг был недоволен рождением девочки, поскольку рассчитывал, что Каролина родит сына, однако короля такое обстоятельство нисколько не расстраивало: он был в восторге от появления в семье его первой законнорождённой внучки и надеялся, что малышка сможет сблизить родителей. Сближения не произошло: через три дня после появления на свет Шарлотты Августы её отец составил завещание, в котором отстранял Каролину от воспитания дочери, а всё своё имущество завещал своей любовнице Марии Фицгерберт, которую называл в завещании своей женой.
Несмотря на рождение ребёнка, отношения между супругами не улучшились; более того, Георг ограничил общение жены с дочерью, разрешив видеться с ней только в присутствии медицинской сестры и гувернантки. Каролине было разрешено обычное ежедневное посещение, которое было традиционным для родителей из высшего класса в то время, но она была лишена права голоса в вопросах воспитания и ухода за принцессой. Несмотря на все запреты, отзывчивые слуги в доме Георга часто позволяли Каролине оставаться наедине с дочерью; Георг не знал о происходящем, поскольку сам редко виделся с Шарлоттой Августой. В конце концов Каролина фактически перестала скрывать от мужа свои тайные визиты к дочери и стала разъезжать с ней в карете по Лондону под аплодисменты толпы.

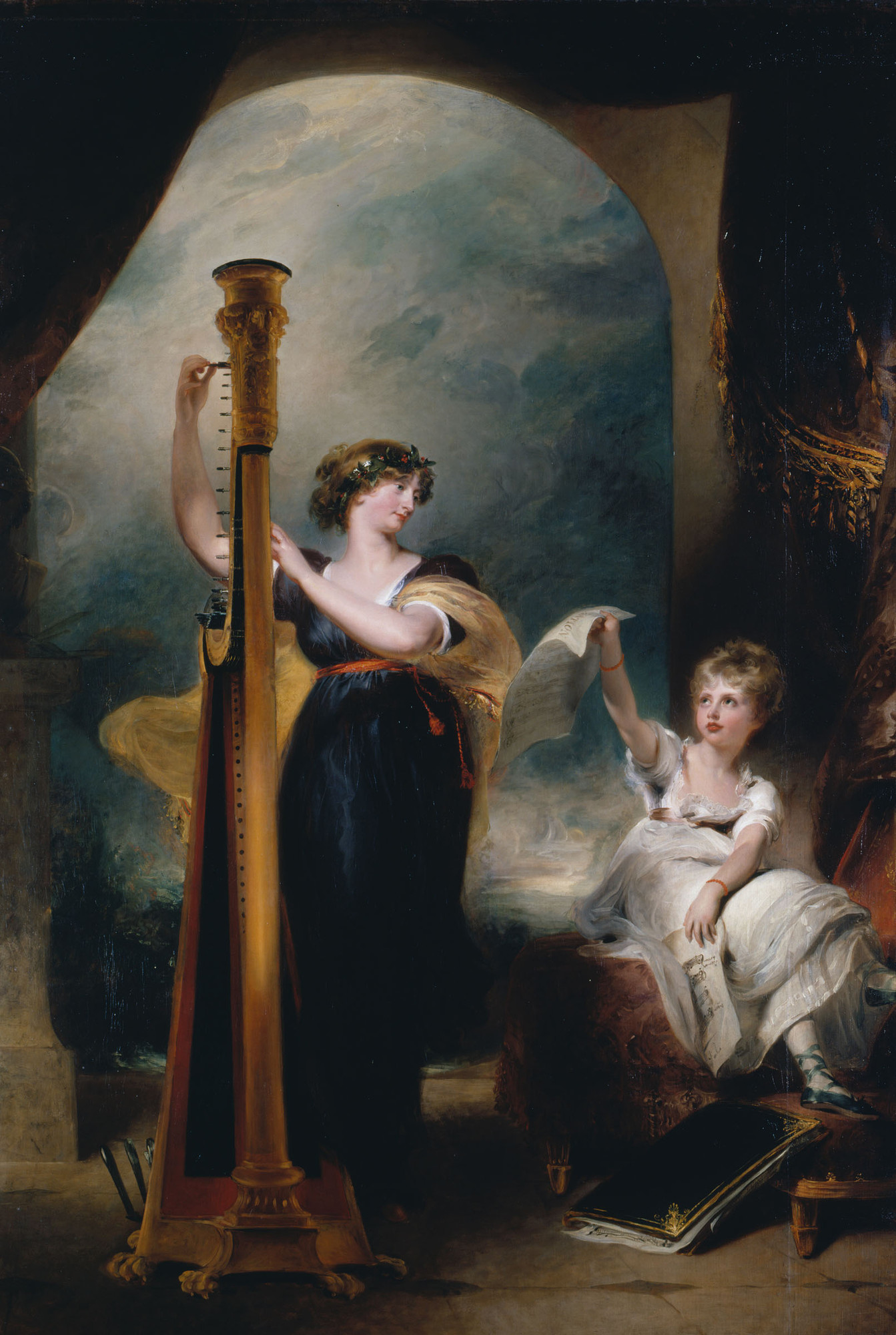
Каролина с дочерью.
Томас Лоуренс, ок. 1800

Семейные проблемы Георга и Каролины быстро стали достоянием общественности. Газеты приняли сторону Каролины: они поносили леди Джерси, которая якобы раскрыла обществу личную переписку принцессы, осуждали Георга за его экстравагантность и роскошный образ жизни, а Каролину изображали несчастной, обманутой женой. Благодаря своему лёгкому, весёлому нраву, принцесса быстро завоевала популярность в обществе, что не могло не беспокоить её непопулярного супруга. Георг стал искать способ развестись.

### Принц-регент
С правлением Георга-регента связана долгая борьба Великобритании с Наполеоном I и французской империей, закончившаяся поражением Наполеона и победой Англии. Экономическое развитие страны в эти годы также было успешным.

### Правление

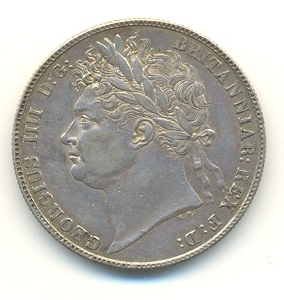
Монета с портретом Георга IV

8 апреля 1795 года женился на Каролине Брауншвейгской, от которой имел единственную дочь Шарлотту Августу. Общество было поражено его конфликтами с дочерью Шарлоттой, вероятной наследницей престола (умерла ещё при жизни деда, в родах), и женой Каролиной Брауншвейгской. Каролина, которую муж оставил ещё в 1796 году, после смерти свёкра в 1820 году при мощной общественной поддержке вернулась в Великобританию с целью короноваться вместе с Георгом (19 июля 1821 года), но это ей не было позволено, так как палата лордов приняла так и не утверждённый палатой общин закон об их разводе; менее чем через месяц потрясённая королева умерла (разумеется, ходили слухи, что супруг велел её отравить).
Георг был неоднократным объектом сатиры (в частности, Байрона).
Существует исторический анекдот, что Георг IV короновался короной, взятой им напрокат у ювелира Рэндалла (так как из-за огромных долгов не мог выкупить её в собственность).
В царствование Георга IV в Великобритании завершился промышленный переворот и аграрная революция. Появился фермерский класс, который стал играть решающую роль в сельском хозяйстве. Во всех хозяйственных сферах активно применялись различные технические новшества.
В 1825 году была построена первая в мире железная дорога. В 1829 появилась железная дорога Ливерпуль-Манчестер.
Георг IV (как принц-регент и затем как король) был лично чрезвычайно непопулярен — один из самых непопулярных монархов Британии вообще. Денди, щедрый покровитель художников, гурман, Георг имел не вполне заслуженную репутацию холодного эгоиста, равнодушного к своим близким.
При Георге IV началась массовая эмиграция британцев из страны, в основном в США. Уезжали на заработки те, кому не хватало работы в самой Британии.
Ранняя смерть единственной законной дочери фактически оставила Георга без наследников. Так как все его многочисленные братья (кроме герцога Камберлендского, женатого с 1815 года, у которого, однако, ещё не было детей) были холостяками либо состояли в гражданских браках, а все сёстры были бездетны, появилась угроза существованию династии. В 1817—1818 годах сразу несколько британских принцев спешно обзавелись жёнами благодаря обещанному монархом значительному финансовому поощрению тому, кто продолжит династию. Родившаяся в одном из этих браков принцесса Виктория Кентская унаследовала британскую корону после смерти Георга и другого своего дяди, Вильгельма IV, в 1837 году.

### Болезнь и смерть

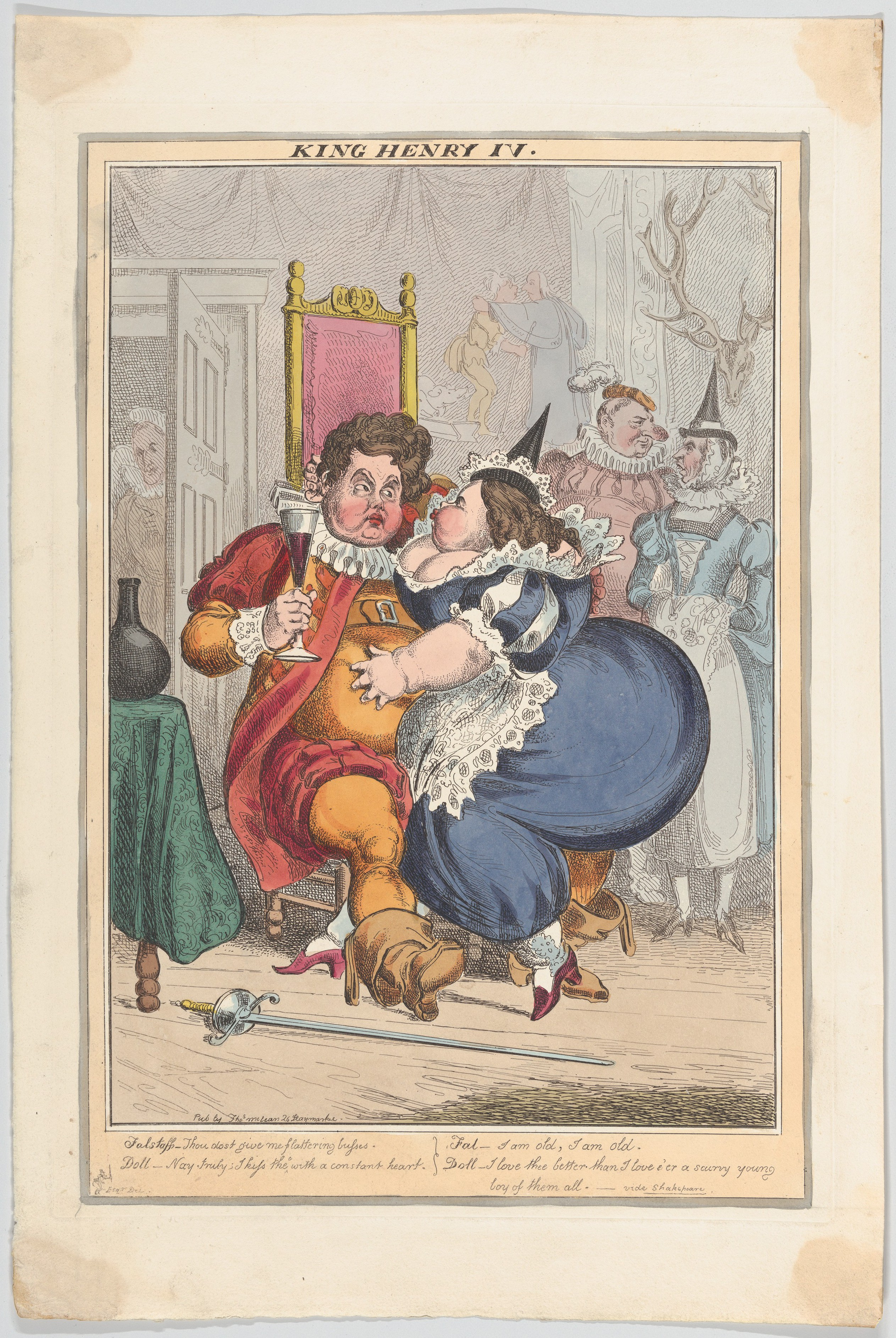
Непопулярный в народе, Георг IV рано сделался объектом насмешек со стороны художников, как, например, на этой карикатуре Уильяма Хита

К началу 1820-х годов неумеренный образ жизни Георга IV заметно сказался на его здоровье. Еще в молодости, будучи принцем Уэльским, он стал малоподвижным и тучным, и уже к 1797 году его вес достиг 111 кг. Измеренный в 1824 году его корсет имел талию в 130 см (50 дюймов). Георг страдал от подагры, атеросклероза, водянки и одышки; физический упадок сопровождался психической деградацией, приводившей к самоустранению от государственных дел. В сентябре 1829 года король перенес операцию по удалению катаракты, а чтобы справиться с болями в мочевом пузыре, регулярно принимал лауданум, из-за которого по нескольку дней пребывал в состоянии наркотического опьянения. Методы лечения его личного врача Генри Хэлфорда подвергались острой критике не только в прессе, но и в Кабинете министров и парламенте.
К весне 1830 года неминуемая смерть Георга IV стала очевидной. Изолированный в своей спальне в Виндзорском замке, ослепший на один глаз, он из-за одышки мог спать только в кресле. Вес его достиг 130 кг, пищеварительная и выделительная системы практически не функционировали, и врачи были вынуждены постукивать по его животу, чтобы слить лишнюю жидкость. Невзирая на всё это, король проявлял удивительную для царедворцев и прислуги волю к жизни и завидный аппетит, упорно отказываясь ограничивать себя в еде и питье. Став набожным в последние годы, Георг уже в мае 1830 года продиктовал свою волю архидиакону, раскаявшись в своей прежней распутной жизни, а 14 июня принял причастие.
26 июня наступила долгожданная развязка: так и не сумевший заснуть Георг сильно мучился, задыхался и лишь обильная дефекация с примесью крови немного облегчила его страдания. Около трёх часов ночи он скончался, призвав Бога и будучи в полном сознании. Вскрытие, проведенное врачами, показало, что король умер от кровотечения в верхних отделах желудочно-кишечного тракта; также была обнаружена опухоль «размером с апельсин», прикрепленная к мочевому пузырю; сердце было увеличено, с сильно кальцинированными клапанами и окружено жировыми отложениями.
15 июля Георг был погребён в часовне Святого Георгия Виндзорского замка. Его единственная законная дочь Шарлотта Августа умерла ещё в 1817 году от послеродовых осложнений. Поскольку второй сын Георга III, принц Фредерик, герцог Йоркский и Олбани, умер в 1827 году бездетным, трон перешёл к третьему сыну, принцу Уильяму, герцогу Кларенс, вступившему на престол под именем Вильгельма IV.

## Титулы, звания и награды

### Титулы и обращения
- 12 августа 1762 — 19 августа 1762: Его Королевское Высочество герцог Корнуолльский (His Royal Highness The Duke of Cornwall)
- 19 августа 1762 — 29 января 1820: Его Королевское Высочество принц Уэльский (His Royal Highness The Prince of Wales)
- 5 февраля 1811 — 29 января 1820: Его Королевское Высочество принц-регент (His Royal Highness The Prince Regent)
- 1 октября 1814 — 29 января 1820: Его Королевское Высочество кронпринц Ганноверский (His Royal Highness The Crown Prince of Hanover)
- 29 января 1820 — 26 июня 1830: Его Величество король (His Majesty The King)

### Награды Великобритании
- (KG) Орден Подвязки (26 декабря 1765)
- (PC) Тайный Советник (29 августа 1783)
- (KT) Орден Чертополоха (5 ноября 1811)
- (KP) Орден Святого Патрика (5 ноября 1811)
- (GCB) Орден Бани (2 января 1815)
- (GCH) Королевский Гвельфский орден (12 августа 1815)
- (GCMG) Орден Святого Михаила и Святого Георгия

### Награды зарубежных государств
- Орден Святого апостола Андрея Первозванного (16 сентября 1813)
- Орден Святого Александра Невского (16 сентября 1813)
- Орден Святой Анны 1-й степени (16 сентября 1813)
- Орден Святого Духа (20 апреля 1814)
- Орден Святого Михаила (20 апреля 1814)
- Орден Золотого руна (июль 1815)
- Королевский венгерский орден Святого Стефана, большой крест
- Орден Чёрного орла (9 июня 1814)
- Орден Красного орла 1-й степени (9 июня 1814)
- Орден Золотого руна (июль 1814)
- Орден Карлоса III, большой крест (27 ноября 1818)
- Орден Сантьяго
- Орден Слона (15 июля 1815)
- Орден Святого Януария (1816)
- Орден Святого Фердинанда и Заслуг, большой крест (1816)
- Тройной орден (1816)
- Орден Башни и Меча, большой крест (1816)
- Военный орден Вильгельма, большой крест (27 ноября 1818)
- Орден Святого Губерта (27 ноября 1818)
- Орден Южного Креста, большой крест
- Орден Педру I